# Arthur Ellis
Arthur Edward Ellis (Halifax West Yorkshire, 1914. július 8. – 1999. május 23.) angol nemzetközi labdarúgó-játékvezető. Polgári foglalkozása sörkereskedő.
Mottója: A jó játékvezetőnek nem elég ismerni a szabályokat, azokat megfelelően kell tudni alkalmazni. Jó szemű, ítéleteiben határozott és következetes, tevékenysége tárgyilagos. Jó szellemi és fizikai felkészültséggel rendelkezik. Megjelenése, testtartása legyen határozott, öltözete mentes minden hivalkodástól.[forrás?]

## Pályafutása

### Labdarúgóként
1930-ban, 16 évesen igazolt játékos volt, de nem látott sok fantáziát az előrehaladásában. Hosszú éveken keresztül csapata rendszeres tartalék játékosa volt, a labdarúgás befejezésekor elhatározta, hogy azért is a játéktéren fog lenni.

### Nemzeti játékvezetés
Nagyon gyenge labdarúgó volt középiskolában, elhatározta, hogy valahogy a játéktéren akar lenni. Ezért jelentkezett játékvezetőnek. A játéktéren megmutatta, hogy érti a labdajáték lényegét, képes alkalmazni a szabályokat és érvényesíteni a játék szellemét.[forrás?] 1930-ban, 16 évesen vizsgázott. 1939-1963 között az I. Liga játékvezetője. A nemzeti játékvezetéstől 1963-ban vonult vissza.

#### Nemzeti kupamérkőzések
Vezetett kupadöntők száma: 1.

##### FA-kupa
| Időpont        | Helyszín                | Mérkőzés típusa | Mérkőzés                         | Eredmény | Nézők száma |
| -------------- | ----------------------- | --------------- | -------------------------------- | -------- | ----------- |
| 1952. május 3. | Wembley Stadion, London | döntő           | Newcastle United FC – Arsenal FC | 1 : 0    | 100 000     |

### Nemzetközi játékvezetés
Az Angol labdarúgó-szövetség Játékvezető Bizottsága (JB) terjesztette fel nemzetközi játékvezetőnek, a Nemzetközi Labdarúgó-szövetség (FIFA) 1948-tól tartotta nyilván bírói keretében. A FIFA JB központi nyelvei közül a angolt beszélte. Ő az első játékvezető, aki több nagy nemzetközi labdarúgó tornán is közreműködött: világbajnokságon, Európa-bajnokságon, olimpián. Több nemzetek közötti válogatott és klubmérkőzést vezetett, vagy működő társának partbíróként segített. Az angol nemzetközi játékvezetők rangsorában, a világbajnokság-Európa-bajnokság sorrendjében többedmagával a 6. helyet foglalja el 12 találkozó szolgálatával. Az aktív nemzetközi játékvezetéstől 1960-ban búcsúzott. Válogatott mérkőzéseinek száma: 51.

#### Labdarúgó-világbajnokság
Három világbajnoki döntőhöz vezető úton Brazíliába a IV., az 1950-es labdarúgó-világbajnokságra, Svájcba az V., az 1954-es labdarúgó-világbajnokságra, valamint Svédországba a VI., az 1958-as labdarúgó-világbajnokságra a FIFA JB bíróként alkalmazta. 1954-ben a Magyarország–Brazília találkozón három kiállítás történt, ezzel beállította a magyar Hertzka Pál 1938-as világbajnoki csúcsát. A FIFA JB elvárásának megfelelően, ha nem vezetett, akkor valamelyik működő társának segített partbíróként. 1950-ben és 1958-ban egy, 1954-ben három alkalommal volt partbíró. A döntőben, vele együtt 6 világbajnoki mérkőzést csak öt játékvezető teljesíthetett: a mexikói Arturo Brizio Carter (1994,- 1998),- svéd Ivan Eklind (1934,- 1938,- 1950), a szír Dzsamál as-Saríf (1986.- 1990,- 1994) , a szovjet Nyikolaj Gavrilovics Latisev (1958,- 1962) és az egyiptomi Gamál al-Gandúr (1998,- 2002). Világbajnokságokon vezetett mérkőzéseinek száma: 6 + 5 (partbíró).

##### 1950-es labdarúgó-világbajnokság

###### Világbajnoki mérkőzés
| Időpont         | Helyszín                    | Mérkőzés típusa              | Mérkőzés             | Eredmény | Nézők száma |
| --------------- | --------------------------- | ---------------------------- | -------------------- | -------- | ----------- |
| 1950. július 2. | Pacaembu Stadion, São Paulo | csoportmérkőzés (C. csoport) | Olaszország–Paraguay | 2 : 0    | 26 000      |
| 1950. július 9. | GSP Stadion, Rio de Janeiro | egyik negyeddöntő            | Brazília–Svédország  | 7 : 1    | 138 000     |

A döntőben első számú partbírónak jelölték. A kor előírásai szerint a játékvezető sérülése esetén neki kell folytatni a játékot.
| Időpont          | Helyszín                         | Mérkőzés típusa | Mérkőzés         | Játékvezető   | Eredmény | Nézők száma | Partbírók                    |
| ---------------- | -------------------------------- | --------------- | ---------------- | ------------- | -------- | ----------- | ---------------------------- |
| 1950. július 16. | Maracanã Stadion, Rio de Janeiro | döntő           | Uruguay–Brazília | George Reader | 2 : 1    | 199 954     | Arthur Ellis/George Mitchell |

##### 1954-es labdarúgó-világbajnokság

###### Selejtező mérkőzés
| Időpont          | Helyszín                      | Mérkőzés típusa           | Mérkőzés              | Eredmény | Nézők száma |
| ---------------- | ----------------------------- | ------------------------- | --------------------- | -------- | ----------- |
| 1953. október 3. | Windsor Park Stadion, Belfast | előselejtező (3. csoport) | Észak-Írország–Skócia | 1 : 3    | 58 248      |

###### Világbajnoki mérkőzés
| Időpont          | Helyszín               | Mérkőzés típusa              | Mérkőzés              | Eredmény | Nézők száma |
| ---------------- | ---------------------- | ---------------------------- | --------------------- | -------- | ----------- |
| 1954. június 16. | Wankdorf Stadion, Bern | csoportmérkőzés (C. csoport) | Uruguay–Csehszlovákia | 2 : 0    | 20 500      |
| 1954. június 27. | Wankdorf Stadion, Bern | egyik negyeddöntő            | Magyarország–Brazília | 4 : 2    | 40 000      |

##### 1958-as labdarúgó-világbajnokság

###### Selejtező mérkőzés
| Időpont              | Helyszín                      | Mérkőzés típusa           | Mérkőzés             | Eredmény | Nézők száma |
| -------------------- | ----------------------------- | ------------------------- | -------------------- | -------- | ----------- |
| 1957. február 6.     | Marcel Saupin Stadion, Nantes | előselejtező (2. csoport) | Franciaország–Izland | 8 : 0    | 15 080      |
| 1957. szeptember 25. | Olimpiai Stadion, Amszterdam  | előselejtező (5. csoport) | Hollandia–Ausztria   | 1 : 1    | 65 000      |

###### Világbajnoki mérkőzés
| Időpont          | Helyszín                      | Mérkőzés típusa              | Mérkőzés                  | Eredmény | Nézők száma |
| ---------------- | ----------------------------- | ---------------------------- | ------------------------- | -------- | ----------- |
| 1958. június 11. | Olimpiai Stadion, Helsingborg | csoportmérkőzés (A. csoport) | Németország–Csehszlovákia | 2 : 2    | 25 000      |
| 1958. június 15. | Olimpiai Stadion, Hälsingborg | csoportmérkőzés (A. csoport) | Csehszlovákia–Argentína   | 6 : 1    | 16 000      |

#### Labdarúgó-Európa-bajnokság
Az európai-labdarúgó torna döntőjéhez vezető úton Franciaországba az I., az 1960-as labdarúgó-Európa-bajnokságra az UEFA JB játékvezetőként foglalkoztatta. Az első labdarúgó-Európa-bajnokság döntőjét, első angolként vezethette.

##### 1960-as labdarúgó-Európa-bajnokság

###### Selejtező mérkőzés
| Időpont          | Helyszín                  | Mérkőzés típusa    | Mérkőzés                    | Eredmény | Nézők száma |
| ---------------- | ------------------------- | ------------------ | --------------------------- | -------- | ----------- |
| 1959. június 28. | Silesian Stadion, Chorzów | egyik nyolcaddöntő | Lengyelország–Spanyolország | 2 – 4    | 71 469      |

###### Európa-bajnoki mérkőzés
| Időpont          | Helyszín                     | Mérkőzés típusa | Mérkőzés                | Eredmény | Nézők száma |
| ---------------- | ---------------------------- | --------------- | ----------------------- | -------- | ----------- |
| 1960. július 10. | Princes Park Stadion, Párizs | döntő           | Szovjetunió–Jugoszlávia | 2 : 1    | 17 966      |

#### Olimpiai játékok
Az 1952. évi nyári olimpiai játékok labdarúgó tornáján a FIFA JB játékvezetőként foglalkoztatta. A labdarúgó torna egyik meghatározó bírója. A Jugoszlávia–Szovjetunió nyolcaddöntő mérkőzést újrajátszották, mivel a versenykiírás szerint a döntetlen mérkőzés győztesét újrajátszással határozták meg. Az olimpiai döntők közül 8. európaiként a 8. döntő találkozót vezethette. Angol játékvezetőként John Lewis és William Ling után 4. alkalommal vezetett döntőt.

##### 1952. évi nyári olimpiai játékok
| Időpont            | Helyszín                      | Mérkőzés típusa           | Mérkőzés                     | Eredmény | Nézők száma |
| ------------------ | ----------------------------- | ------------------------- | ---------------------------- | -------- | ----------- |
| 1952. július 16.   | Ratina Stadion, Tampere       | selejtező                 | Olaszország–Egyesült Államok | 8 : 0    | 10 000      |
| 1952. július 20.   | Ratina Stadion, Tampere       | egyik nyolcaddöntő        | Jugoszlávia–Szovjetunió      | 5 : 5    | 17 000      |
| 1952. július 22.   | Ratina Stadion, Tampere       | újrajátszott nyolcaddöntő | Jugoszlávia–Szovjetunió      | 3 : 1    | 17 000      |
| 1952. július 24.   | Pallokenttä Stadion, Helsinki | egyik negyeddöntő         | NSZK–Brazília                | 4 : 2    |             |
| 1952. augusztus 2. | Olimpiai Stadion, Helsinki    | döntő                     | Jugoszlávia–Magyarország     | 0 : 2    | 60 000      |

##### Brit bajnokság
1882-ben az Egyesült Királyság brit tagállamainak négy szövetség úgy döntött, hogy létrehoznak egy évente megrendezésre kerülő bajnokságot egymás között. Az utolsó bajnoki idényt 1983-ban tartották meg.
| Időpont            | Helyszín                      | Mérkőzés típusa | Mérkőzés     | Eredmény |
| ------------------ | ----------------------------- | --------------- | ------------ | -------- |
| 1947. november 12. | Hampden Park Stadion, Glasgow | selejtező       | Skócia–Wales | 1 : 2    |
| 1950. október 21.  | Ninian Park Stadion, Cardiff  | selejtező       | Wales–Skócia | 1 : 3    |

#### Nemzetközi kupamérkőzések
Vezetett kupadöntők száma: 1.

##### Bajnokcsapatok Európa-kupája
Működésének idején a nemzetközi játékvezető elitjeként ő volt az ötödik aki több mint tíz BEK-mérkőzést vezetett (a holland Leo Horn, a svájci Gottfried Dienst, a belga Lucien van Nuffel, és a német Kurt Tschenscher). Az első játékvezető – az első angol – aki BEK döntőt vezetett.
| Időpont          | Helyszín                     | Mérkőzés típusa | Mérkőzés                      | Eredmény | Nézők száma |
| ---------------- | ---------------------------- | --------------- | ----------------------------- | -------- | ----------- |
| 1956. június 13. | Princes Park Stadion, Párizs | döntő           | Real Madrid CF–Stade de Reims | 4 : 3    | 38 239      |

#### A magyar labdarúgó-válogatott mérkőzései (1902–1929)
| Időpont               | Helyszín                | Mérkőzés típusa          | Mérkőzés                 | Eredmény | Nézők száma |
| --------------------- | ----------------------- | ------------------------ | ------------------------ | -------- | ----------- |
| 1952. szeptember 20.  | Nemzeti Stadion, Bern   | 289. válogatott mérkőzés | Magyarország–Svájc       | 4 : 2    | 35 000      |
| 1954. szeptember 26.. | Dinamo Stadion, Moszkva | 308. válogatott mérkőzés | Szovjetunió–Magyarország | 1 : 1    | 54 000      |
| 1955. szeptember 25.  | Népstadion, Budapest    | 308. válogatott mérkőzés | Magyarország–Szovjetunió | 1 : 1    | 103 000     |
| 1960. június 5.       | Népstadion, Budapest    | 363. válogatott mérkőzés | Magyarország–Skócia      | 3 : 3    | 85 000      |

## Sportvezetőként
1966-ban a világbajnokságon az angol BBC televízió sportriportere volt.

## Írásai
Az 1950-es labdarúgó-világbajnokságon szerzett tapasztalatairól könyvet írt The Final Whistle címmel.

## Sikerei, díjai
1967-ben a nemzetközi játékvezetés hírnevének erősítése, hazájában 10 éve a legmagasabb Ligában (osztályban) folyamatosan tevékenykedő, eredményes pályafutása elismeréseként, a FIFA JB felterjesztésére az 1965-ben alapított International Referee Special Award címmel és oklevéllel tüntette ki.